# Yamila Badell
Yamila Badell Graña (Montevideo, Uruguay; 1 de marzo de 1996) es una futbolista uruguaya que juega como delantera en el Real Oviedo de la Primera Federación, segunda categoría del sistema de ligas del país.. Fue la primera jugadora de su país en anotar en un Mundial de la FIFA.

## Trayectoria
Yamila Badell Graña es hija del exfutbolista Gustavo Badell. Se inició en el fútbol jugando en el club Playa Honda de baby fútbol enfrentando a niños varones, luego de terminado el fútbol infantil ingresó al Colón de la AUF. 
En 2015 emigró para jugar en el fútbol español para defender al Málaga. Ya de regreso en Colón obtuvo el tetracampeonato de Campeonatos Uruguayos consecutivos.
Yamila participó del Campeonato Sudamericano Femenino Sub-17 de 2012 en Bolivia, donde se coronó goleadora del certamen con 9 goles, y logró junto a sus compañeras la primera clasificación histórica de una selección uruguaya femenina a un mundial FIFA.
En el Mundial, disputado en Azerbaiyán, Uruguay perdió sus 3 partidos, pero Yamila logró anotar por dos veces en el último partido ante Alemania (derrota 2-5), marcando así el primer gol del fútbol femenino uruguayo en mundiales FIFA.
Con el CD Tacón de Segunda División consiguió el ascenso, aunque no llegó a jugar en Primera División al fichar por el club cántabro que en la temporada 2019-20 milita en el grupo Norte de la recién estructurada Segunda División RFEF, denominada comercialmente "Reto Iberdrola". 
En el 2021 retornó al fútbol uruguayo para jugar por Nacional en su primera plantilla íntegramente profesional.
En ese año tuvo una destacada actuación en la Copa Libertadores Femenina, en donde Nacional llegó hasta la instancia de semifinales, y se convirtió en la máxima artillera uruguaya en la historia de dicho certamen.
En enero de 2022 ficha por el Real Oviedo. El 22 de junio de 2022 renueva por un año su vínculo con el club español.

### Participaciones en Copas del Mundo
| Mundial                        | Sede       | Resultado    | Partidos | Goles |
| ------------------------------ | ---------- | ------------ | -------- | ----- |
| Copa Mundial F. Sub-17 de 2012 | Azerbaiyán | Primera fase | 3        | 2     |

### Participaciones en Copas America
| Mundial                    | Sede  | Resultado    | Partidos | Goles |
| -------------------------- | ----- | ------------ | -------- | ----- |
| Copa América Femenina 2018 | Chile | Primera fase | 4        | 1     |

### Clubes
| Club               | País    | Año       |
| ------------------ | ------- | --------- |
| Colón F. C.        | Uruguay | 2010-15   |
| Málaga C. F.       | España  | 2015-16   |
| Colón F. C.        | Uruguay | 2016-17   |
| C. D. TACON        | España  | 2017-19   |
| CDE Racing Féminas | España  | 2019-21   |
| Nacional           | Uruguay | 2021-Act. |

## Palmarés
| Título                              | Club        | País    | Año     |
| ----------------------------------- | ----------- | ------- | ------- |
| Campeonato Uruguayo                 | Colón       | Uruguay | 2013    |
| Campeonato Uruguayo (2)             | Colón       | Uruguay | 2014    |
| Campeonato Uruguayo (3)             | Colón       | Uruguay | 2015    |
| Campeonato Uruguayo (4)             | Colón       | Uruguay | 2016    |
| Segunda División Femenina de España | C. D. Tacón | España  | 2018-19 |

### Premios individuales
- Goleadora del Campeonato Sudamericano Femenino Sub-17 de 2012
- Primera futbolista uruguaya en marcar gol en mundiales FIFA (Copa Mundial Femenina de Fútbol Sub-17 de 2012)